# Marc Birkigt
Marc Birkigt, född 8 mars 1878 i Genève, död den 15 mars 1953 i Versoix, var en schweizisk ingenjör. Han blev känd för sitt arbete för spansk-franska Hispano-Suiza. 
Birkigt förlorade sina föräldrar i tidig ålder och uppfostrades av sin mormor. Efter mormoderns död flyttade han till Barcelona 1899, där han konstruerade eldrivna bussar till lastbilstillverkaren La Cuadra. Birkigt var mer intresserad av förbränningsmotorer och övertygade sin arbetsgivare att bygga en bensinmotordriven personbil. La Cuadra hann bara bygga sex stycken av Birkigts bilar, innan man gick i konkurs 1901.
Företaget rekonstruerades under La Cuadras främsta fordringsägare, bankiren Juan Castro. Med Birkigt som partner grundades J. Castro Sociedad en Comandita, Fábrica Hispano-Suiza de Automóviles. Inte heller denna firma blev särskilt långlivad och efter att endast åtta bilar byggts slutade det hela med en ny konkurs 1904.
Tilltron till bilen som produkt och till Birkigt själv var dock stor och med en ny grupp finansiärer grundades den 14 juni 1904 företaget Hispano-Suiza, Fabrica de automoviles S.A. med Birkigt som delägare och chefskonstruktör. Hispano-Suizas fordon var utomordentligt dyra och försäljningen stagnerade. Försäljningskontor inrättades i Paris och Genève för att nå rika kunder. 1911 startades en fabrik utanför Paris för att licenstillverka den spanska bilen.
Under första världskriget konstruerade Birkigt flygmotorer åt ententen. Han var även chefskonstruktör för flygplanstillverkaren SPAD. Birkigt utvecklade också vapen för flygplan, bland annat automatkanonen HS.404 som använts i svenska flygvapnet.
När spanska inbördeskriget bröt ut lämnade han Spanien och grundade Hispano-Suiza (Suisse) S.A. i Genève 1938, som tillverkade mindre vapensystem och verktyg.